# Горёнка (платформа)

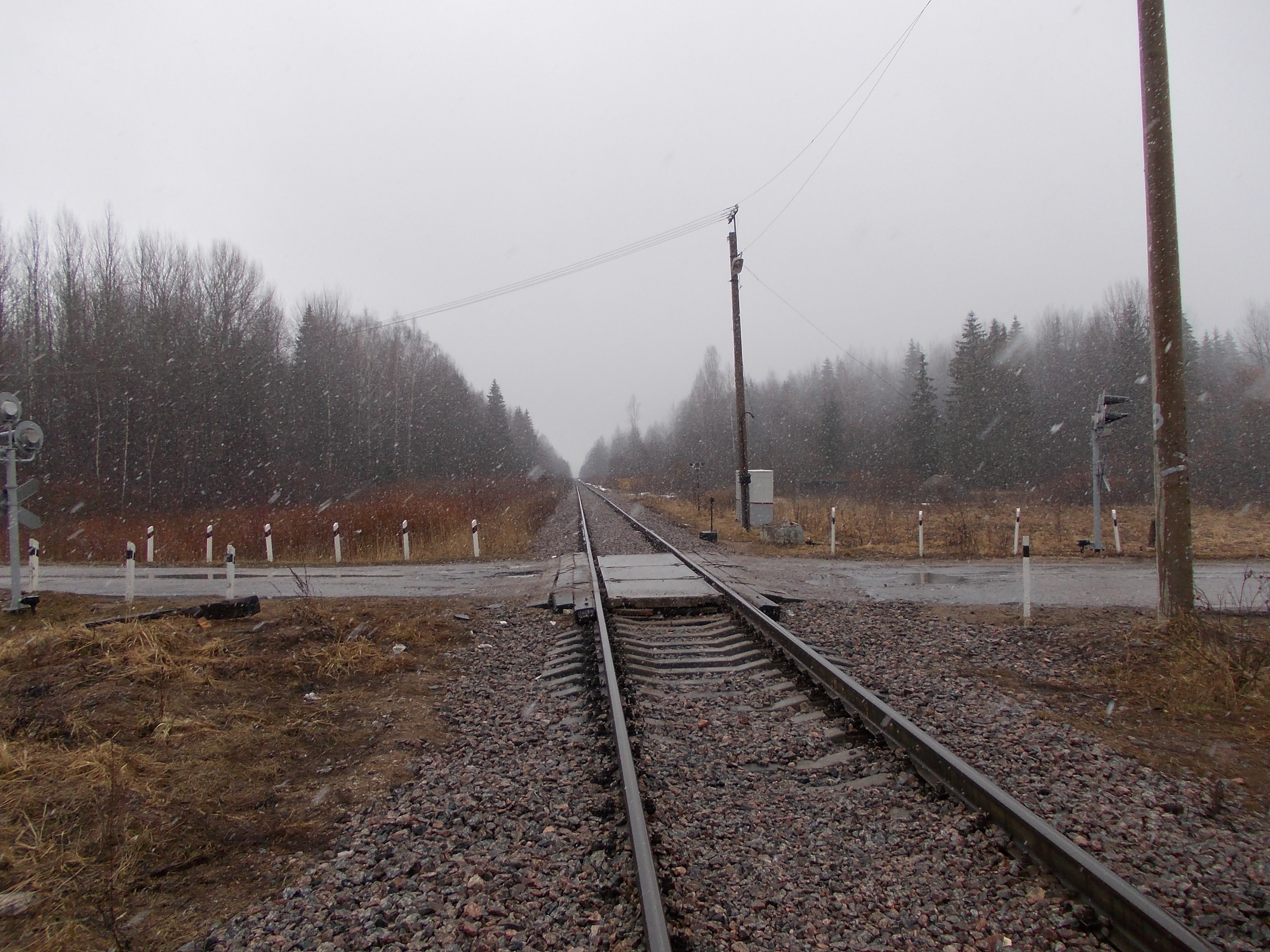
Переезд возле о.п. Горёнка

Горёнка — остановочная платформа Санкт-Петербургского отделения Октябрьской железной дороги на линии Новолисино — Новгород. Расположена вне населённых пунктов в Новгородском районе Новгородской области, в 2,6 км к юго-востоку от деревни Горенка Тёсово-Нетыльского сельского поселения.
К северу от платформы имеется переезд с дорогой Подберезье — Тесово-Нетыльский.
Остановочный пункт открыт в 1929 году на линии Павловск — Великий Новгород и назван в честь расположенных рядом деревни и реки.
На 1981 год на остановочном пункте производилась продажа билетов на пригородные поезда без выполнения багажных операций.
До 23 октября 2012 г. включительно на платформе останавливались почти все проходящие через неё пригородные поезда. В связи с капитальным ремонтом пути на участке Рогавка — Вяжище — Предузловая-Павловская движение пригородных поездов сообщением Новгород-на-Волхове — Новолисино, Павловск, Санкт-Петербург-Витебский — Новгород-на-Волхове отменено на участке Рогавка — Новгород-на-Волхове с 24 октября 2012 г. по 25 апреля 2013 года.